# Горина, Зинаида Кирилловна
Зинаида Кирилловна Горина (15 мая 1915 — 1999) — советская шахматистка.
Участница двух чемпионатов СССР (1951 и 1956). 

## Спортивные результаты
| Год  | Город          | Турнир                           | + | −  | = | Результат | Место+ |
| ---- | -------------- | -------------------------------- | - | -- | - | --------- | ------ |
| 1950 | Ростов-на-Дону | 6-е первенство РСФСР             | 8 | 5  | 2 | 9 из 15   | 4      |
| 1951 | Киев           | 11-й чемпионат СССР среди женщин | 2 | 11 | 4 | 4 из 17   | 18     |
| 1956 | Днепропетровск | 16-й чемпионат СССР среди женщин | 3 | 10 | 4 | 5 из 17   | 16—17  |